# Salim Idris
Salim Idris (in arabo سليم إدريس‎?; Mubarakiya, 1957) è un generale e politico siriano, comandante dell'Esercito nazionale siriano sostenuto dalla Turchia e Ministro della Difesa del Governo provvisorio siriano. È stato dal 2012 al 2014 capo di stato maggiore del Consiglio Militare Supremo (SMC) dell'Esercito siriano libero, che è il principale gruppo di opposizione armata siriana. Ha un dottorato di ricerca in "radar elettronici" e parla cinque lingue, tra cui inglese. Un professore della Germania dell'Est di elettronica, era un generale dell'esercito siriano quando ha disertato nel luglio 2012. Idris è ampiamente considerato per rappresentare i moderati di opposizione armata siriana, come leader dell'opposizione armata sotto la sua guida si sono iscritti alla Proclamazione per la democrazia dei Principi.

## Attività militari
Idris è stato eletto come capo di stato maggiore del Consiglio militare supremo dopo la sua istituzione, in una conferenza tenutasi in Turchia, il 15 dicembre 2012. Nel corso della conferenza, oltre 550 membri del Consiglio rivoluzionario siriano, brigate e comandi battaglione sono stati eletti 261 rappresentanti per formare la Forza dell'Autorità Rivoluzionaria. Trenta membri sono stati eletti per formare la SMC, che comprende cinque fronti di combattimento che copre 14 province della Siria.
Nel dicembre 2013, Idris è stato inizialmente, secondo testimonianze, guidato dal suo quartier generale nel nord della Siria da parte del Fronte Islamico in esilio a Doha, in Qatar, ma funzionari Usa in seguito hanno detto che era in Turchia, durante l'incursione.  Tuttavia, l'Esercito siriano libero negò che Idris lasciò la Siria. Pochi giorni dopo, la Coalizione Nazionale Siriano (SNC) Capo di Stato Maggiore Monzer Akbik disse che Idris "non è riuscito a costituire una istituzione, non credo che tutto può continuare nello stesso modo."
Idris è stato rimosso dal suo incarico di capo di stato maggiore del Consiglio supremo militare dell'Esercito siriano libero in un annuncio il 16 febbraio 2014. È stato sostituito con il generale di brigata Abdel al-Ilah al-Bachir.

## Attività politiche
Idris si impegnò sempre di più a sollecitare aiuti da nazioni occidentali dopo la sua richiesta iniziale di formazione specialistica e supporto materiale non letale da parte degli Stati Uniti nel febbraio 2013. Il 30 aprile 2013 gli Stati Uniti iniziarono le consegne di razioni di cibo pronto e aiuti in kit per spazzatura per l'esercito siriano libero sotto la supervisione di Idris, in quella che è stata la prima consegna degli Stati Uniti di aiuto tangibile all'opposizione armata siriana.  Idris ha pubblicato lettere e dichiarazioni al segretario di Stato John Kerry, il presidente Barack Obama, e il Consiglio di sicurezza delle Nazioni Unite per favorire l'intervento internazionale e di sostegno nella guerra civile siriana in corso. L'8 giugno 2013 in un'intervista con il New York Times, Idris continuò il sostegno internazionale per l'esercito siriano libero, tra cui "game-changing weapons", è stato richiesto come condizione per la sua partecipazione a negoziati previsti con Bashar al-Assad a Ginevra.